# SDATテニススタジアム
SDAT Stadiumはインド・チェンナイにあるテニス専用スタジアムである。1995年に行われた南アジア競技大会の際にテニス競技の会場として建設された。約5800名の観客収容力を持ち、センターコートを含む5つのハードコートによって構成されている。1997年以降からはATPツアートーナメントの一つであるチェンナイ・オープンの会場として用いられている。